# DHB-Pokal
DHB-Pokal är en handbollsturnering i cupform för lag från Bundesliga. Första upplagan spelades 1975, och vanns av GW Dankersen.

## DHB-Pokal-mästare
- 1975 - GW Dankersen
- 1976 - GW Dankersen
- 1977 - VfL Gummersbach
- 1978 - VfL Gummersbach
- 1979 - GW Dankersen
- 1980 - TV Großwallstadt
- 1981 - TuS Nettelstedt
- 1982 - VfL Gummersbach
- 1983 - VfL Gummersbach
- 1984 - TV Großwallstadt
- 1985 - VfL Gummersbach
- 1986 - MTSV Schwabing
- 1987 - TV Großwallstadt
- 1988 - TuSEM Essen
- 1989 - TV Großwallstadt
- 1990 - TSV Milbertshofen
- 1991 - TuSEM Essen
- 1992 - TuSEM Essen
- 1993 - SG Wallau-Massenheim
- 1994 - SG Wallau-Massenheim
- 1995 - TBV Lemgo
- 1996 - SC Magdeburg
- 1997 - TBV Lemgo
- 1998 - THW Kiel
- 1999 - THW Kiel
- 2000 - THW Kiel
- 2001 - VfL Bad Schwartau
- 2002 - TBV Lemgo
- 2003 - SG Flensburg-Handewitt
- 2004 - SG Flensburg-Handewitt
- 2005 - SG Flensburg-Handewitt
- 2006 - HSV Hamburg
- 2007 - THW Kiel
- 2008 - THW Kiel
- 2009 - THW Kiel
- 2010 - HSV Hamburg
- 2011 - THW Kiel
- 2012 - THW Kiel
- 2013 - THW Kiel
- 2014 - Füchse Berlin
- 2015 - SG Flensburg-Handewitt
- 2016 - SC Magdeburg
- 2017 - THW Kiel
- 2018 - Rhein-Neckar Löwen
- 2019 - THW Kiel
- 2020 - TBV Lemgo[a]
- 2021 - Turneringen inställd[a]
- 2022 - THW Kiel
- 2023 - Rhein-Neckar Löwen
- 2024 - SC Magdeburg

## Sammanfattning
| #   | Lag                      | Antal vinster | Antal finaler | Vinstår                                                                |
| --- | ------------------------ | ------------- | ------------- | ---------------------------------------------------------------------- |
| 1.  | THW Kiel                 | 12            | 15            | 1998, 1999, 2000, 2007, 2008, 2009, 2011, 2012, 2013, 2017, 2019, 2022 |
| 2.  | VfL Gummersbach          | 5             | 8             | 1977, 1978, 1982, 1983, 1985                                           |
| 3.  | SG Flensburg-Handewitt   | 4             | 13            | 2003, 2004, 2005, 2015                                                 |
| 4.  | TV Großwallstadt         | 4             | 6             | 1980, 1984, 1987, 1989                                                 |
| 5.  | TBV Lemgo                | 4             | 5             | 1995, 1997, 2002, 2020                                                 |
| 6.  | TUSEM Essen              | 3             | 6             | 1988, 1991, 1992                                                       |
| 7.  | GWD Minden               | 3             | 3             | 1975, 1976, 1979                                                       |
| 8.  | SC Magdeburg             | 2             | 7             | 1996, 2016                                                             |
| 9.  | Rhein-Neckar Löwen       | 2             | 5             | 2018, 2023                                                             |
| 10. | HSV Hamburg              | 2             | 4             | 2006, 2010                                                             |
| 11. | SG Wallau-Massenheim     | 2             | 3             | 1993, 1994                                                             |
| 12. | TuS Nettelstedt-Lübbecke | 1             | 2             | 1981                                                                   |
| 12. | Füchse Berlin            | 1             | 2             | 2014                                                                   |
| 14. | MTSV Schwabing           | 1             | 1             | 1986                                                                   |
| 14. | TSV Milbertshofen        | 1             | 1             | 1990                                                                   |
| 14. | VfL Bad Schwartau        | 1             | 1             | 2001                                                                   |